# Зубово (Куньинский район)
Зубово — деревня в Куньинском районе Псковской области России. Входит в состав Куньинской волости.
Расположена в 8 км к юго-востоку от райцентра Кунья.
| 2001 | 2002 | 2010 |
| ---- | ---- | ---- |
| 45   | ↘44  | ↘17  |

## История
До 2015 года входила в состав ныне упразднённой Боталовской волости.